# Campionati mondiali di sci nordico 2017 - Staffetta femminile
La gara di staffetta femminile ai Campionati mondiali di sci nordico 2017 si è svolta il 2 marzo 2017. Il percorso consisteva in 4 frazioni da 5 km ognuna, le prime due da svolgersi in tecnica classica e ultime due da svolgersi in tecnica libera.

## Risultati
La finale si è svolta il 2 marzo 2017 ed è iniziata alle ore 15:00.
| Posizione | Pettorale | Nazione     | Atleti                                                                        | Tempo                                   | Differenza |
| --------- | --------- | ----------- | ----------------------------------------------------------------------------- | --------------------------------------- | ---------- |
| 1         | 1         | Norvegia    | Maiken Caspersen Falla Heidi Weng Astrid Uhrenholdt Jacobsen Marit Bjørgen    | 52:21,5 11:35,0 12:01,4 14:07,2 14:37,9 |            |
| 2         | 2         | Svezia      | Anna Haag Charlotte Kalla Ebba Andersson Stina Nilsson                        | 53:23,1 11:43,1 12:05,6 14:51,6 14:42,8 | +1:01,6    |
| 3         | 3         | Finlandia   | Aino-Kaisa Saarinen Kerttu Niskanen Laura Mononen Krista Pärmäkoski           | 53:23,6 11:42,1 11:53,9 15:05,9 14:41,7 | +1:02,1    |
| 4         | 4         | Stati Uniti | Kikkan Randall Sadie Bjornsen Elizabeth Stephen Jessica Diggins               | 53:55,3 11:59,5 12:12,7 14:51,2 14:51,9 | +1:33,8    |
| 5         | 7         | Russia      | Polina Kalsina Julija Belorukova Yuliya Chekalyova Anastasia Sedova           | 54:50,1 13:02,4 12:15,4 14:31,1 15:01,2 | +2:28,6    |
| 6         | 6         | Germania    | Katharina Hennig Stefanie Böhler Nicole Fessel Sandra Ringwald                | 54:59,8 12:42,3 12:05,7 14:41,6 15:30,2 | +2:38,3    |
| 7         | 15        | Svizzera    | Laurien van der Graaff Nadine Fähndrich Nathalie von Siebenthal Seraina Boner | 55:13,6 12:45,8 12:28,6 14:23,9 15:35,3 | +2:52,1    |
| 8         | 5         | Polonia     | Justyna Kowalczyk Ewelina Marcisz Kornelia Kubińska Martyna Galewicz          | 55:43,5 11:42,9 13:04,2 14:46,1 16:10,3 | +3:22,0    |
| 9         | 8         | Italia      | Lucia Scardoni Caterina Ganz Elisa Brocard Ilaria Debertolis                  | 56:03,5 13:09,9 12:48,1 14:39,7 15:25,8 | +3:42,0    |
| 10        | 14        | Canada      | Katherine Stewart-Jones Emily Nishikawa Cendrine Browne Dahria Beatty         | 56:37,7 12:43,0 13:02,4 14:57,4 15:54,9 | +4:16,2    |
| 11        | 16        | Rep. Ceca   | Katerina Smutna Kateřina Beroušková Petra Novaková Barbora Havlíčková         | 57:36,5 12:35,7 13:16,9 15:20,4 16:23,5 | +5:15,0    |
| 12        | 11        | Kazakistan  | Anna Shevchenko Anna Stoyan Olga Mandrika Irina Bykova                        | 58:28,2 12:49,3 13:09,0 15:39,2 16:50,7 | +6:06,7    |
| 13        | 9         | Slovenia    | Anamarija Lampič Katja Višnar Lea Einfalt Alenka Čebašek                      | 59:24,5 12:57,8 13:06,4 16:57,2 16:23,1 | +7:03,0    |
| 14        | 12        | Estonia     | Laura Alba Anette Veerpalu Tatjana Mannima Mariel Merlii Pulles               | 59:31,1 13:25,8 13:36,2 15:26,9 17:02,2 | +7:09,6    |
| 15        | 13        | Australia   | Jessica Yeaton Aimee Watson Barbara Jezeršek Katerina Paul                    | 1:01:05,8 13:26,8 13:37,0               | +8:44,3    |
| 16        | 10        | Ucraina     | Tetyana Antypenko Yuliaa Krol Lada Nesterenko Valentyna Ševčenko              | LAP 13:34,7 14:41,4 LAP                 |            |